# Абу-Маді – Тальха
Абу-Маді – Тальха – Ель-Махалла-ель-Кубра – газопровід на півночі Єгипту, перший в історії газової промисловості країни.
У 1967-му в дельті Ніла виявили газове родовище Абу-Маді, із введенням якого в розробку в 1975-му почалось комерційне використання блакитного палива в Єгипті. Головним споживачем на першому етапі став завод азотних добрив у Тальсі, де запустили лінію з випуску нітрату амонію кальцію (почала монтуватись в 1967-му на заводі добрив у Суеці, проте на тлі війни з Ізраїлем була переміщена в дельту, де до того ж знайшлось потужне джерело сировини). Для подачі сюди ресурсу з газопереробного заводу Абу-Маді проклали трубопровід завдовжки 35 км з діаметром 300 мм, розрахований на робочий тиск у 4 МПа. Безпосередньо на завод добрив газ надходив по перемичці діаметром 200 мм.
Крім того, блакитне паливо подали на розташований західніше прядильно-ткацький комбінат у Ель-Махалла-ель-Кубра, так що загальна протяжність трубопроводів системи склала 74 (за іншими даними – 80) км. Разом наявні споживачі використовували 0,42 млн м3 на добу.
Невдовзі попит на природний газ у Тальсі багаторазово зріс, оскільки в 1979 – 1980 роках тут стала до ладу ТЕС Тальха, а в 1980-му на заводі азотних добрив запустили потужну лінію з виробництва сечовини. Як наслідок, для живлення хімзаводу та електростанції було потрібно вже 2,6 млн м3 при максимальній пропускній здатності трубопроводу на рівні 3,3 млн м3.
В середині 1990-х потужність ТЕС Тальха збільшилась утричі, крім того,  в якийсь момент спорудили газопровід Тальха – Каїр. З іншої сторони, ділянку Абу-Маді – Тальха підсилили ще двома нитками діаметром по 550 мм, поява однієї з яких була пов’язана із запуском в 1992-му на ГПЗ Абу-Маді нової черги, відомої як Ель-Кара.
Також можливо відзначити, що подачу палива на ТЕС Тальха забезпечує перемичка діаметром 400 мм, а до азотного заводу ведуть дві нитки діаметром по 200 мм.